# Sains-lès-Pernes
 Sains-lès-Pernes là một xã ở tỉnh Pas-de-Calais, vùng Hauts-de-France, Pháp.

## Địa lý
Sains-lès-Pernes toạ lạc tại giao lộ của các tuyến đường D70 và D71, cự ly khoảng 27 dặm (43 km) về phía tây bắc Arras, close to the town of Pernes. 

## Dân số
| 1962                                                         | 1968 | 1975 | 1982 | 1990 | 1999 | 2006 |
| ------------------------------------------------------------ | ---- | ---- | ---- | ---- | ---- | ---- |
| 247                                                          | 271  | 262  | 250  | 221  | 209  | 252  |
| Số liệu điều tra dân số từ năm 1962, dân số chỉ tính một lần |      |      |      |      |      |      |

## Địa điểm nổi bật
- Nhà thờ St.Berthe, thế kỷ 16.